# Pilot Pen Tennis 2009 - Qualificazioni singolare femminile
Le qualificazioni del singolare femminile del Pilot Pen Tennis 2009 sono state un torneo di tennis preliminare per accedere alla fase finale della manifestazione. I vincitori dell'ultimo turno sono entrati di diritto nel tabellone principale. In caso di ritiro di uno o più giocatori aventi diritto a questi sono subentrati i lucky loser, ossia i giocatori che hanno perso nell'ultimo turno ma che avevano una classifica più alta rispetto agli altri partecipanti che avevano comunque perso nel turno finale.
Le qualificazioni del torneo Pilot Pen Tennis  2009 prevedevano 32 partecipanti di cui 4 sono entrati nel tabellone principale.

## Teste di serie
1. Sara Errani (primo turno)
2. Roberta Vinci (Qualificata)
3. Magdaléna Rybáriková (Qualificata)
4. Yanina Wickmayer (Qualificata)

1. Andrea Petković (primo turno)
2. Ioana Raluca Olaru (Qualificata)
3. Tathiana Garbin (secondo turno)
4. Marija Kirilenko (primo turno)

## Qualificati
1. Ioana Raluca Olaru
2. Roberta Vinci

1. Magdaléna Rybáriková
2. Yanina Wickmayer

## Tabellone

### Legenda
| - Q = Qualificato - WC = Wild card - LL = Lucky loser | - ALT = Alternate - SE = Special Exempt - PR = Protected Ranking | - w/o = Walkover - r = Ritirato - d = Squalificato |

### Sezione 1
|  | Primo turno        | Primo turno        | Primo turno        | Primo turno | Primo turno |  |  | Secondo turno     | Secondo turno      | Secondo turno      | Secondo turno      | Secondo turno      |   |   | Ultimo turno | Ultimo turno      | Ultimo turno      | Ultimo turno | Ultimo turno |  |
|  |                    |                    |                    |             |             |  |  |                   |                    |                    |                    |                    |   |   |              |                   |                   |              |              |  |
|  |                    | Varvara Lepchenko  | Varvara Lepchenko  | 6           | 6           |  |  |                   |                    |                    |                    |                    |   |   |              |                   |                   |              |              |  |
|  | 1                  | Sara Errani        | Sara Errani        | 1           | 4           |  |  | Varvara Lepchenko | Varvara Lepchenko  | Varvara Lepchenko  | 7                  | 6                  |   |   |              |                   |                   |              |              |  |
|  | Jill Craybas       | Jill Craybas       | Jill Craybas       | 6           | 6           |  |  | Jill Craybas      | Jill Craybas       | Jill Craybas       | 5                  | 3                  |   |   |              |                   |                   |              |              |  |
|  | Mallory Cecil      | Mallory Cecil      | Mallory Cecil      | 3           | 1           |  |  |                   |                    |                    |                    |                    |   |   |              | Varvara Lepchenko | Varvara Lepchenko | 5            | 4            |  |
|  | Kristína Kučová    | Kristína Kučová    | 68                 | 6           | 6           |  |  |                   |                    | 6                  | Ioana Raluca Olaru | Ioana Raluca Olaru | 7 | 6 |              |                   |                   |              |              |  |
|  | Alexandra Dulgheru | Alexandra Dulgheru | 7                  | 4           | 1           |  |  |                   | Kristína Kučová    | Kristína Kučová    | 1                  | 0                  |   |   |              |                   |                   |              |              |  |
|  | 6                  | Ioana Raluca Olaru | Ioana Raluca Olaru | 6           | 6           |  |  | 6                 | Ioana Raluca Olaru | Ioana Raluca Olaru | 6                  | 6                  |   |   |              |                   |                   |              |              |  |
|  |                    | Alberta Brianti    | Alberta Brianti    | 1           | 4           |  |  |                   |                    |                    |                    |                    |   |   |              |                   |                   |              |              |  |

### Sezione 2
|  | Primo turno      | Primo turno       | Primo turno       | Primo turno | Primo turno |  |  | Secondo turno     | Secondo turno     | Secondo turno   | Secondo turno | Secondo turno |   |   | Ultimo turno | Ultimo turno  | Ultimo turno | Ultimo turno | Ultimo turno |  |
|  |                  |                   |                   |             |             |  |  |                   |                   |                 |               |               |   |   |              |               |              |              |              |  |
|  | 2                | Roberta Vinci     | Roberta Vinci     | 6           | 6           |  |  |                   |                   |                 |               |               |   |   |              |               |              |              |              |  |
|  |                  | Gail Brodsky      | Gail Brodsky      | 0           | 1           |  |  | 2                 | Roberta Vinci     | Roberta Vinci   | 6             | 6             |   |   |              |               |              |              |              |  |
|  | Vesna Manasieva  | Vesna Manasieva   | Vesna Manasieva   | 6           | 6           |  |  |                   | Vesna Manasieva   | Vesna Manasieva | 2             | 4             |   |   |              |               |              |              |              |  |
|  | Kirsten Flipkens | Kirsten Flipkens  | Kirsten Flipkens  | 1           | 2           |  |  |                   |                   |                 |               |               |   |   | 2            | Roberta Vinci | 6            | 4            | 6            |  |
|  | Camille Pin      | Camille Pin       | Camille Pin       | 6           | 2           |  |  |                   |                   |                 | Camille Pin   | 3             | 6 | 2 |              |               |              |              |              |  |
|  | Ol'ga Govorcova  | Ol'ga Govorcova   | Ol'ga Govorcova   | 3           | 2r          |  |  | Camille Pin       | Camille Pin       | 3               | 6             | 6             |   |   |              |               |              |              |              |  |
|  |                  | Urszula Radwańska | Urszula Radwańska | 7           | 1           |  |  | Urszula Radwańska | Urszula Radwańska | 6               | 1             | 3             |   |   |              |               |              |              |              |  |
|  | 8                | Marija Kirilenko  | Marija Kirilenko  | 5           | 0r          |  |  |                   |                   |                 |               |               |   |   |              |               |              |              |              |  |

### Sezione 3
|  | Primo turno            | Primo turno            | Primo turno          | Primo turno | Primo turno |  |  | Secondo turno      | Secondo turno        | Secondo turno        | Secondo turno   | Secondo turno   |   |    | Ultimo turno | Ultimo turno         | Ultimo turno         | Ultimo turno | Ultimo turno |  |
|  |                        |                        |                      |             |             |  |  |                    |                      |                      |                 |                 |   |    |              |                      |                      |              |              |  |
|  | 3                      | Magdaléna Rybáriková   | Magdaléna Rybáriková | 6           | 6           |  |  |                    |                      |                      |                 |                 |   |    |              |                      |                      |              |              |  |
|  |                        | Anna Lapuščenkova      | Anna Lapuščenkova    | 0           | 0           |  |  | 3                  | Magdaléna Rybáriková | Magdaléna Rybáriková | 6               | 6               |   |    |              |                      |                      |              |              |  |
|  | Viktorija Kutuzova     | Viktorija Kutuzova     | 5                    | 6           | 6           |  |  |                    | Viktorija Kutuzova   | Viktorija Kutuzova   | 4               | 1               |   |    |              |                      |                      |              |              |  |
|  | Arantxa Parra-Santonja | Arantxa Parra-Santonja | 7                    | 4           | 2           |  |  |                    |                      |                      |                 |                 |   |    | 3            | Magdaléna Rybáriková | Magdaléna Rybáriková | 6            | 7            |  |
|  | Edina Gallovits        | Edina Gallovits        | Edina Gallovits      | 6           | 6           |  |  |                    |                      |                      | Edina Gallovits | Edina Gallovits | 4 | 64 |              |                      |                      |              |              |  |
|  | Polona Hercog          | Polona Hercog          | Polona Hercog        | 4           | 3           |  |  | Edina Gallovits    | Edina Gallovits      | Edina Gallovits      | 6               | 6               |   |    |              |                      |                      |              |              |  |
|  |                        | Vitalija D'jačenko     | 4                    | 6           | 6           |  |  | Vitalija D'jačenko | Vitalija D'jačenko   | Vitalija D'jačenko   | 1               | 4               |   |    |              |                      |                      |              |              |  |
|  | 5                      | Andrea Petković        | 6                    | 2           | 4           |  |  |                    |                      |                      |                 |                 |   |    |              |                      |                      |              |              |  |

### Sezione 4
|  | Primo turno       | Primo turno       | Primo turno       | Primo turno | Primo turno |  |  | Secondo turno | Secondo turno     | Secondo turno     | Secondo turno     | Secondo turno |   |   | Ultimo turno | Ultimo turno     | Ultimo turno | Ultimo turno | Ultimo turno |  |
|  |                   |                   |                   |             |             |  |  |               |                   |                   |                   |               |   |   |              |                  |              |              |              |  |
|  | 4                 | Yanina Wickmayer  | Yanina Wickmayer  | 7           | 6           |  |  |               |                   |                   |                   |               |   |   |              |                  |              |              |              |  |
|  |                   | Christina McHale  | Christina McHale  | 64          | 3           |  |  | 4             | Yanina Wickmayer  | 6                 | 4                 | 6             |   |   |              |                  |              |              |              |  |
|  | Monica Niculescu  | Monica Niculescu  | Monica Niculescu  | 6           | 6           |  |  |               | Monica Niculescu  | 3                 | 6                 | 3             |   |   |              |                  |              |              |              |  |
|  | Rachel Kahan      | Rachel Kahan      | Rachel Kahan      | 4           | 0           |  |  |               |                   |                   |                   |               |   |   | 4            | Yanina Wickmayer | 4            | 6            | 6            |  |
|  | Cvetana Pironkova | Cvetana Pironkova | Cvetana Pironkova | 6           | 6           |  |  |               |                   |                   | Cvetana Pironkova | 6             | 2 | 2 |              |                  |              |              |              |  |
|  | Lucie Hradecká    | Lucie Hradecká    | Lucie Hradecká    | 1           | 3           |  |  |               | Cvetana Pironkova | Cvetana Pironkova | 7                 | 6             |   |   |              |                  |              |              |              |  |
|  | 7                 | Tathiana Garbin   | Tathiana Garbin   | 7           | 6           |  |  | 7             | Tathiana Garbin   | Tathiana Garbin   | 62                | 3             |   |   |              |                  |              |              |              |  |
|  |                   | Shahar Peer       | Shahar Peer       | 5           | 4           |  |  |               |                   |                   |                   |               |   |   |              |                  |              |              |              |  |